# Svågan
Der Svågan (auch Svåga älv) ist ein Quellfluss des Delångersån in Mittelschweden.
Der Svågan hat seinen Ursprung im Stor-Valsjön im äußersten Norden der Provinz Gävleborgs län.
Von dort fließt er in südsüdöstlicher Richtung durch die Gemeinden Ljusdal und Hudiksvall.
Er mündet nach etwa 80 km bei Friggesund in den Norra Dellen.
Im Unterlauf weist er ein stark mäandrierendes Verhalten auf.
Die Landschaft, durch welche der Fluss fließt, trägt den Namen Svågadalen.